# 贝赫和斯维讷通-戴尔猜想
贝赫和斯维讷通-戴尔猜想（英文：Birch and Swinnerton-Dyer Conjecture），可简称为BSD猜想，是克雷數學研究所選定的七題千禧年大獎難題之一。這一數學猜想由布萊恩·贝赫和彼得·斯维纳通-戴尔在1960年代提出，它描述了阿贝尔簇的算术性质与解析性质之间的联系，即對有理數域上的任一橢圓曲線，其L函式在1的化零階等於此曲線上有理點構成的Abel群的秩。                                                                            
這個猜想的提出引起了廣泛的關注和討論，因為它涉及到數學的深層結構，並對於解析數論和算術幾何有著重要的影響。由於其複雜性和難度，BSD猜想至今尚未被證明，因此被視為當代數學中最具挑戰性的問題之一。
设 {\displaystyle E} 是定义在代数数域 {\displaystyle K} 上的椭圆曲线，{\displaystyle E(K)} 是 {\displaystyle E} 上的有理点的集合，已经知道 {\displaystyle E(K)} 是有限生成交换群。记 {\displaystyle L(s,E)} 是 {\displaystyle E} 的L函数，则此猜想如下：
{\displaystyle {\hbox{ord}}_{s=1}(L(s,E))={\hbox{rank}}_{\mathbb {Z} }(E(K))}